# Шенанго Тауншип (округ Мерсер, Пенсільванія)
Шенанго Тауншип (англ. Shenango Township) — селище (англ. township) в США, в окрузі Мерсер штату Пенсільванія. Населення — 3522 особи (2020).

## Демографія
Згідно з переписом 2010 року, у селищі мешкало 3929 осіб у 1625 домогосподарствах у складі 1166 родин. Було 1763 помешкання
Расовий склад населення:
| - 97,3 % — білих - 1,3 % — чорних або афроамериканців - 0,3 % — азіатів - 0,1 % — корінних американців |

До двох чи більше рас належало 0,9 %. Частка іспаномовних становила 0,6 % від усіх жителів.
За віковим діапазоном населення розподілялося таким чином: 19,8 % — особи молодші 18 років, 61,8 % — особи у віці 18—64 років, 18,4 % — особи у віці 65 років та старші. Медіана віку мешканця становила 45,9 року. На 100 осіб жіночої статі у селищі припадало 99,0 чоловіків;  на 100 жінок у віці від 18 років та старших — 96,0 чоловіків також старших 18 років.
Середній дохід на одне домашнє господарство  становив 56 426 доларів США (медіана — 45 110), а середній дохід на одну сім'ю — 65 176 доларів (медіана — 54 375). Медіана доходів становила 52 031 долар для чоловіків та 30 868 доларів для жінок. За межею бідності перебувало 5,0 % осіб, у тому числі 8,5 % дітей у віці до 18 років та 1,5 % осіб у віці 65 років та старших.
Цивільне працевлаштоване населення становило 1488 осіб. Основні галузі зайнятості: освіта, охорона здоров'я та соціальна допомога — 27,9 %, будівництво — 10,5 %, роздрібна торгівля — 10,2 %.